# Noelia Adánez
Noelia Adánez (Madrid, 1973) es una ensayista y doctora en Ciencias Políticas española. Además, es autora de varios monólogos teatrales.
Su texto Emilia (Mujeres que se atreven, 1ª parte), del que es coautora junto a Anna R. Costa, quedó finalista a los Premios Max de 2018 en la categoría Mejor autoría teatral.

## Trayectoria
Adánez es doctora en Ciencias Políticas y Sociología por la Universidad Complutense de Madrid y MBA en gestión de Instituciones y Empresas Culturales por la Universidad de Salamanca. Durante 15 años trabajó en universidades de Madrid como profesora e investigadora, especializándose historia intelectual y cultural, memoria histórica y teoría política desde una perspectiva feminista y de género.
Actualmente, coordina la sección de opinión del diario Público, donde también escribe habitualmente. Además, colabora con otros medios digitales, como La Marea, y participa en el programa de radio Julia en la Onda de Onda Cero.
Desde 2016 ha impartido talleres sobre epistemología, crítica y narrativas feministas.
Ha fundado la editorial Recalcitrantes, junto a Enrique García Ballesteros, para recuperar libros de escritoras olvidadas.

## Obra

### Ensayos
Adánez ha publicado los ensayos Vivir el tiempo. Mujeres e imaginación literaria (2019) y Parentesco animal. Los feminismos incómodos de Doris Lessing y Kate Millett (2023).
Vivir el Tiempo. Mujeres e imaginación literaria (editorial Bellaterra) es una reflexión que se articula en torno a Dolores Medio y Concha Alós y cómo, en sus novelas, encontraron el modo de oponerse a los dictados del franquismo, que condena a las mujeres a desempeñarse, únicamente, como esposas y madres. Con este ensayo, Adánez pretende hacer una invitación a la lectura de sus obras y trata de devolver al canon literario a estas dos escritoras y a otras muchas, como Elena Quiroga, Carmen Kurtz, Mercedes Salisachs, entre otras.
En Parentesco animal. Los feminismos incómodos de Doris Lessing y Kate Millett (editorial Galaxia Gutemberg), Adánez repasa el pensamiento de Doris Lessing y Kate Millet, dos autoras de la segunda ola del feminismo. El texto, además, contextualiza las condiciones en que desarrollaron sus trabajos y, con ayuda de otras autoras, como Verite Bargate o Penelope Mortiner, reflexiona sobre las similitudes en el fondo y en la forma de las luchas feministas en contextos alejados en el tiempo.

### Obra teatral
Adánez ha escrito una trilogía de obras teatrales dentro de su proyecto Mujeres que se atreven. Las obras inscritas en este proyecto consisten en un monólogo teatral donde una escritora narra su vida y sus conflictos vitales, que son los de las mujeres de su tiempo y contextos respectivos.
El primero, coescrito con Anna R. Costa, es un monólogo titulado Emilia, sobre Emilia Pardo Bazán. Muestra la lucha de la escritora española por conducirse de acuerdo con sus deseos y participar en la vida pública. Su infructuosa insistencia para ingresar en la Real Academia de la Lengua le valió la reprobación de muchos de sus contemporáneos.
El segundo, coescrito con Valeria Alonso, se titula Gloria, sobre Gloria Fuertes. El monólogo es una crónica desordenada que recorre los recuerdos de la poeta y su pasión por la escritura. El texto parte de otro previo de Noelia Adánez, que resultó distinguido con el Premio Mujeres que Cumplen otorgado por la Fundación Sgae en julio de 2017.
Finalmente, el tercer texto, titulado Carmiña, sobre Carmen Martín Gaite pone voz a la escritora que, desde su individualidad, afronta el drama que acompaña el paso de la dictadura a la democracia en España.
Los montajes teatrales fueron producidos por el Teatro del Barrio de Madrid.

## Reconocimientos
El monólogo teatral Emilia (Mujeres que se atreven, 1ª parte), del que es coautora junto a Anna R. Costa, quedó finalista a los Premios Max 2018 en la categoría Mejor autoría teatral.